# San Giorgio Ionico
San Giorgio Ionico è un comune italiano di 13 905 abitanti della provincia di Taranto in Puglia. Esso, come tutti i comuni del versante sud-orientale della provincia di Taranto, fa parte della sub-regione geografica del Salento

## Geografia fisica

### Territorio
La città è ubicata a 75 metri sul livello del mare e ha una superficie territoriale di 23,56 km². La densità di popolazione è di 689,6 abitanti per km². Confina con i Comuni di Monteiasi, Monteparano, Carosino, Roccaforzata, Faggiano e Taranto. È situata a 10 km al sud-ovest di Grottaglie. All'interno del territorio del Comune di San Giorgio Jonico non è consentito l'insediamento di centrali nucleari né lo stazionamento o il transito di ordigni bellici nucleari e scorie radioattive'.

### Aspetti del suolo

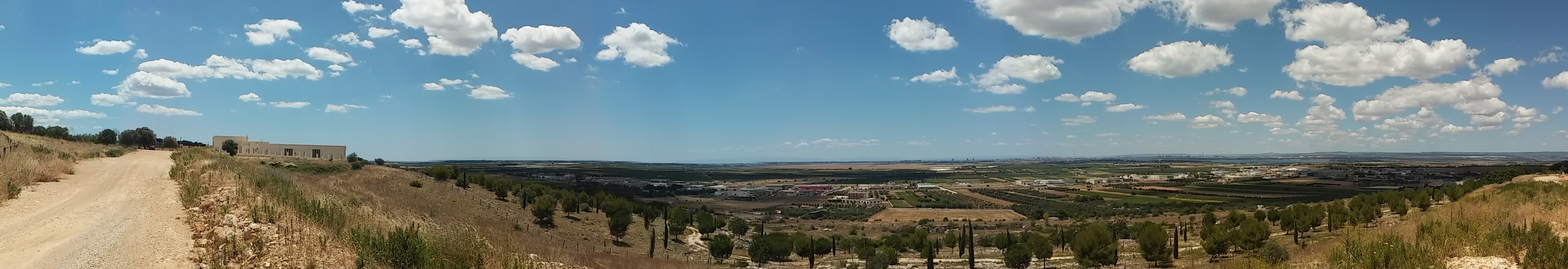
Panoramica della pianura tarantina vista dalla Serra Belvedere

San Giorgio Ionico sorge sulle pendici di un affioramento calcareo della Serra Belvedere, ultima propaggine delle murge tarantine, parzialmente ricoperta da pineta, che prosegue verso Roccaforzata (Serra di Sant'Elia o Monte Doro) e si estende fino a San Crispieri. Anticamente questa serra era conosciuta con il nome di colline dell'Aulone, tanto decantate dal poeta Orazio. In direzione nord-nordovest, nella zona compresa tra l'ex tronco ferroviario “Circum Mare Piccolo Taranto” e il borgo San Giovanni, il territorio presenta una conformazione altimetrica lievemente digradante. Notevole è la vallata che si estende tra San Giorgio Ionico e la vicina città di Grottaglie, come estesa è la pianura che giunge fino a Pulsano e Leporano.
Nel complesso, il paesaggio mostra quei tipici lineamenti delle coste originatesi dal sollevamento geologico che hanno ampie superfici pianeggianti situate ad altezze che variano dai 20 agli 80 m sul livello del mare. 
Dal punto di vista geologico e litologico, il suolo è costituito da aree dove la successione stratigrafica dei luoghi si compone, dal basso verso l'alto, di: 
- Calcare di Altamura (di età senoniana, superpiano del Cretaceo superiore) basamento dell'intera Puglia;
- Calcareniti di Gravina (di età Pliocene superiore);
- Argille subappennine (Argille del Bradano, di età calabriana);
- Calcareniti di Monte Castiglione (di età post-calabriana).[7]

### Zona Sismica
Secondo la nuova classificazione sismica dei comuni italiani il territorio di San Giorgio Ionico, rientra nella "Zona sismica 4". Zona con pericolosità sismica molto bassa, dove le possibilità di danni sismici sono basse e l'accelerazione con probabilità di superamento del 10% in 50 anni è di ag < 0,05g.

### Clima
Il clima è quello tipico mediterraneo, caratterizzato da inverni miti ed estati calde e secche. Le precipitazioni atmosferiche sono in genere scarse e mal distribuite e principalmente concentrate nel periodo autunno-invernale; assolutamente rare sono le precipitazioni a carattere nevoso. I venti dominanti sono quelli di tramontana, maestrale e scirocco. Le caratteristiche termiche sono quelle dei Lauretum, 2º tipo, sottozona calda.
- Medie mensili elaborate in base alle rilevazioni termometriche relative al periodo 1972-2001:[11]

| Mese               | Mesi | Mesi | Mesi | Mesi | Mesi | Mesi | Mesi | Mesi | Mesi | Mesi | Mesi | Mesi | Stagioni | Stagioni | Stagioni | Stagioni | Anno |
| Mese               | Gen  | Feb  | Mar  | Apr  | Mag  | Giu  | Lug  | Ago  | Set  | Ott  | Nov  | Dic  | Inv      | Pri      | Est      | Aut      | Anno |
| ------------------ | ---- | ---- | ---- | ---- | ---- | ---- | ---- | ---- | ---- | ---- | ---- | ---- | -------- | -------- | -------- | -------- | ---- |
| T. max. media (°C) | 12,5 | 13,0 | 15,6 | 18,4 | 24,2 | 28,5 | 31,2 | 31,2 | 27,0 | 22,1 | 16,8 | 13,5 | 13,0     | 19,4     | 30,3     | 22,0     | 21,2 |
| T. min. media (°C) | 6,1  | 6,1  | 7,7  | 10,2 | 14,6 | 18,5 | 20,8 | 21,4 | 17,8 | 14,3 | 10,0 | 7,2  | 6,5      | 10,8     | 20,2     | 14,0     | 12,9 |

- Classificazione climatica:
  - Zona climatica C;
  - Gradi giorno 1.258.

## Origini del nome
Esistono due teorie ben strutturate circa l'origine del toponimo San Giorgio: la prima è collegata ai monaci basiliani, fuggiti dalla persecuzione iconoclasta dell'imperatore bizantino Leone III Isaurico e arrivati sulle coste ioniche e nel Salento (754-775 d.C.); la seconda legata al flusso migratorio dei popoli albanesi al seguito del condottiero Giorgio Castriota Scanderbeg, principe d’Epiro situato al castello di Croia. Entrambe le teorie hanno in comune l'Oriente e la devozione al santo martire di Lidda, San Giorgio. Entrambe le teorie sono messe in discussione da alcuni storici.

### I monaci basiliani
La violenta persecuzione senza precedenti perpetrata contro i monaci, colpevoli secondo l'imperatore Leone III di abusare delle immagini sacre, alla stregua degli idolatri, portò in Puglia un flusso di religiosi costretti a nascondersi in luoghi solitari come grotte, foreste e sulle pendici delle colline, che divennero luogo d'alloggio e di preghiera. Laddove non poterono adattare grotte naturali, scavarono nella roccia più friabile, creando rifugi simili a pozzi. Tracce di questi insediamenti si trovano in alcune cave di tufo, nel calcare della Serra Belvedere (tra San Giorgio Jonico, Faggiano e San Crispieri), dove sono presenti alcune cripte. Come è ben noto, la devozione a San Giorgio fu diffusa agli ordini monastici da san Teodoro il Siceota, del cui culto fu propagatore durante tutta la vita. Terminata la persecuzione iconoclasta i monaci abbandonarono a mano a mano i loro rifugi e innalzarono, nei paesi più importanti, chiese e monasteri di rito greco per lo più dedicate alla Madre di Dio, la Theotókos, la Madonna di Costantinopoli, San Basilio, Sant’Antonio Abate e San Giorgio. Questi luoghi divennero ben presto importanti centri culturali e sociali: si occupavano dell'istruzione dei fanciulli e degli adulti, insegnavano le tecniche della pesca e dell'agricoltura, dissodavano la terra, rendevano fertili le paludi e le affidavano alla gente del posto per coltivarle. Dunque il nome di San Giorgio, al piccolo agglomerato agricolo, sarebbe stato dato dai monaci basiliani. La scomparsa dei monaci, avvenuta non oltre il secolo XIV, provocò la graduale distruzione dell'insediamento primitivo. Durante il periodo normanno, il sito di San Giorgio venne donato ai monaci benedettini, diventando uno dei tanti possedimenti cavensi, amministrato dall'abate Orsi del Monastero di Taranto.

### I profughi albanesi
Le migrazioni storiche degli albanesi verso l'Italia si sono susseguite lungo un arco di tre secoli, ossia dalla metà del XV secolo alla metà del XVIII secolo. I primi arrivi, lungo le coste ioniche sarebbero avvenute tra il 1399 e il 1409, la maggior parte si concentrò in Calabria nel periodo delle aspre lotte tra feudatari. La seconda ondata si ebbe tra il 1416 e il 1442, quando il nobile albanese Demetrio Reres, avendo reso alcuni servigi ad Alfonso I di Aragona, ottenne in ricompensa alcuni terreni in Calabria e in Sicilia. La terza migrazione si ebbe dal 1461 al 1470, quando Giorgio Castriota Scanderbeg venne in aiuto di Ferrante I d'Aragona nella guerra contro i baroni alleati degli Angioini. Al principe di Croia furono concessi come compenso dei territori pugliesi, tra questi anche alcune terre della murgia tarantina. Altre migrazioni avvennero tra il 1470 e il 1478 e tra il 1533 e 1534. L'origine del nome di San Giorgio Ionico sarebbe legata a Scanderbeg. Uno scrittore e religioso albanese, ecclesiastico di Scutari, Marino Barlezio, nel 1510 influenzerà la cultura delle comunità Arbëreshe, con la storia, forse inventata, del sogno di Scanderbeg e dell'apparizione del megalomartire Giorgio difensore dell'Albania. Secondo il Barlezio: "Scanderbeg diceva a tutti che San Giorgio, difensore dell'Albania, gli era apparso in splendide vesti e gli aveva consegnato una spada di fuoco, con la quale sterminare i nemici della cristianità". La fantasia popolare di quel tempo ha poi ricamato sulle gesta del valoroso cavaliere albanese un abito leggendario, confondendo queste gesta con quelle del santo cappadoceo.

### San Giorgio sotto Taranto e San Giorgio Jonico
La presenza dell'antico casale di San Giorgio è comunque attestata in un documento angioino del 1272 che attribuisce la proprietà del feudo ad un duca di origine francese, Simone de Belvedere (o di Bellovidere) giustiziere della Terra di Bari sotto Carlo I d'Angiò, il quale gli assegnò quel feudo nel 1272. Altri documenti del 1522 riportano il nome di San Giorgio (casale di San Giorgio). Dal 1522 al 1862 San Giorgio Ionico mantenne il toponimo di San Giorgio. Dal 1862 al 1926 si chiamò San Giorgio sotto Taranto, dal 1926 fino ad oggi San Giorgio Jonico (con la lettera J).

## Storia

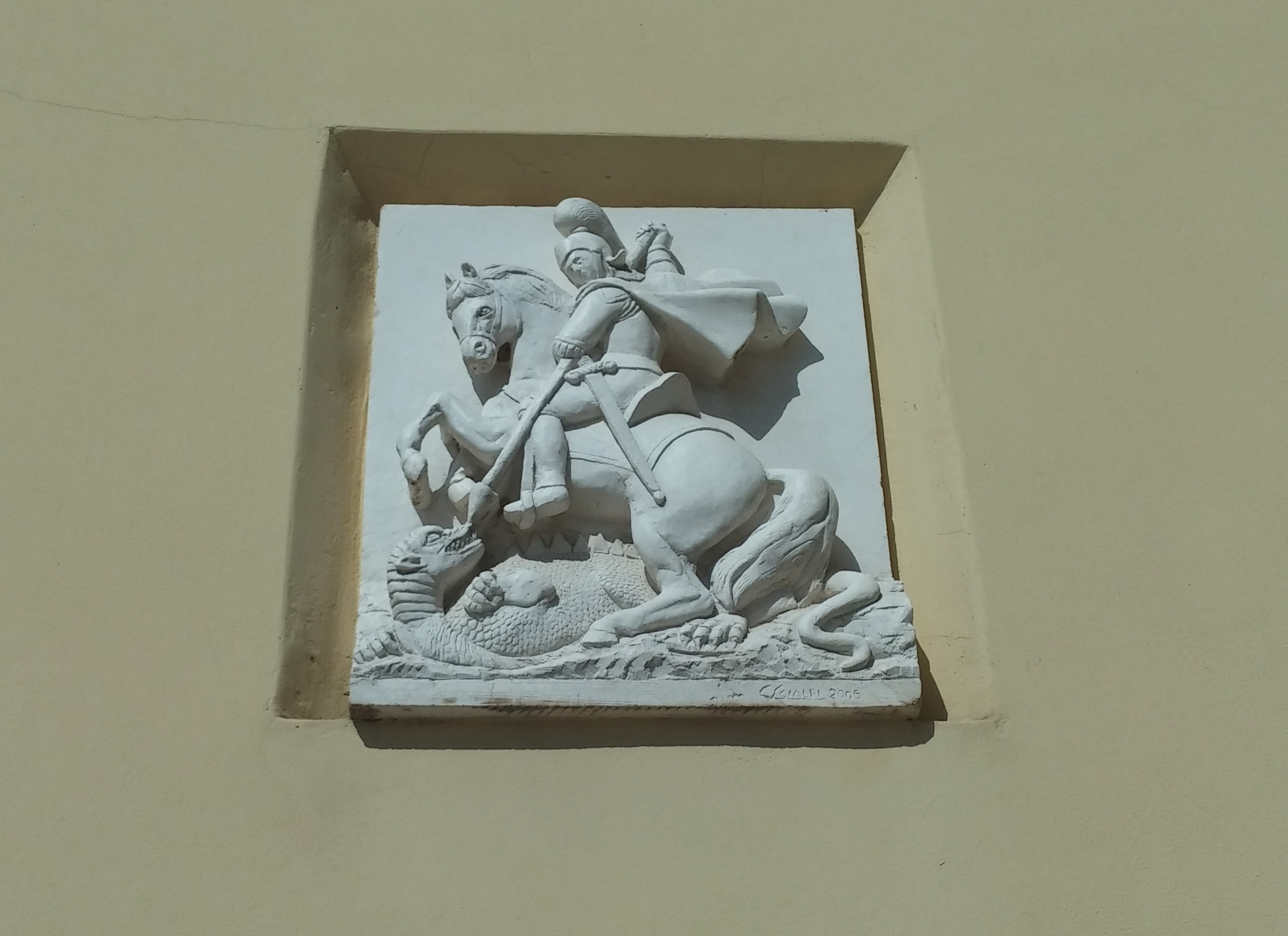
Edicola votiva di San Giorgio in Piazza Immacolata

### La preistoria, i Greci e l'età romana
Testimonianze per lo più incomplete e frammentarie, costituite da reperti venuti alla luce nel corso di scavi eseguiti in diversi tempi e in diversi luoghi, permettono di ricostruire, seppur con molta approssimazione, il passato della cittadina ionica.
I segni di una costante frequentazione antropica, del periodo preistorico e paleostorico, sono affiorati con il ritrovamento di porzioni di villaggi del neolitico, dell'età del Bronzo e del Ferro. Nel calcare delle colline sangiorgesi si possono osservare alcune grotte senza dubbio frequentate in età preclassica e riutilizzate successivamente dai monaci basiliani. In queste grotte l'archeologo e biologo marino Pietro Parenzan, durante un'esplorazione, raccolse ossi di fauna quaternaria e qualche strumento litico. La vasta necropoli rinvenuta nei pressi del monte Sant'Elia testimonia invece i resti di una fortificazione ellenistica (strutture abitative, fosse e tratti di un muro di fortificazione a semicerchio; sepolcreto di datazione VI secolo a.C. - I secolo a.C.). Non a caso la città di San Giorgio, insieme ad altri centri come Leporano, Pulsano, Carosino, Monteiasi, Crispiano e Statte, è situata nella chora tarantina, cioè la zona di sfruttamento agricolo della Taranto magnogreca. La zona in passato fu abitata anche in epoca romana come si evince da ritrovamenti di basamenti di case e ville romane di età imperiale, rinvenuti in diversi luoghi intorno alla città, e in particolare nella necropoli del Feudo. Dal suo territorio passava anche il tratto Taranto – Brindisi dell'Appia antica.

### Il basso medioevo

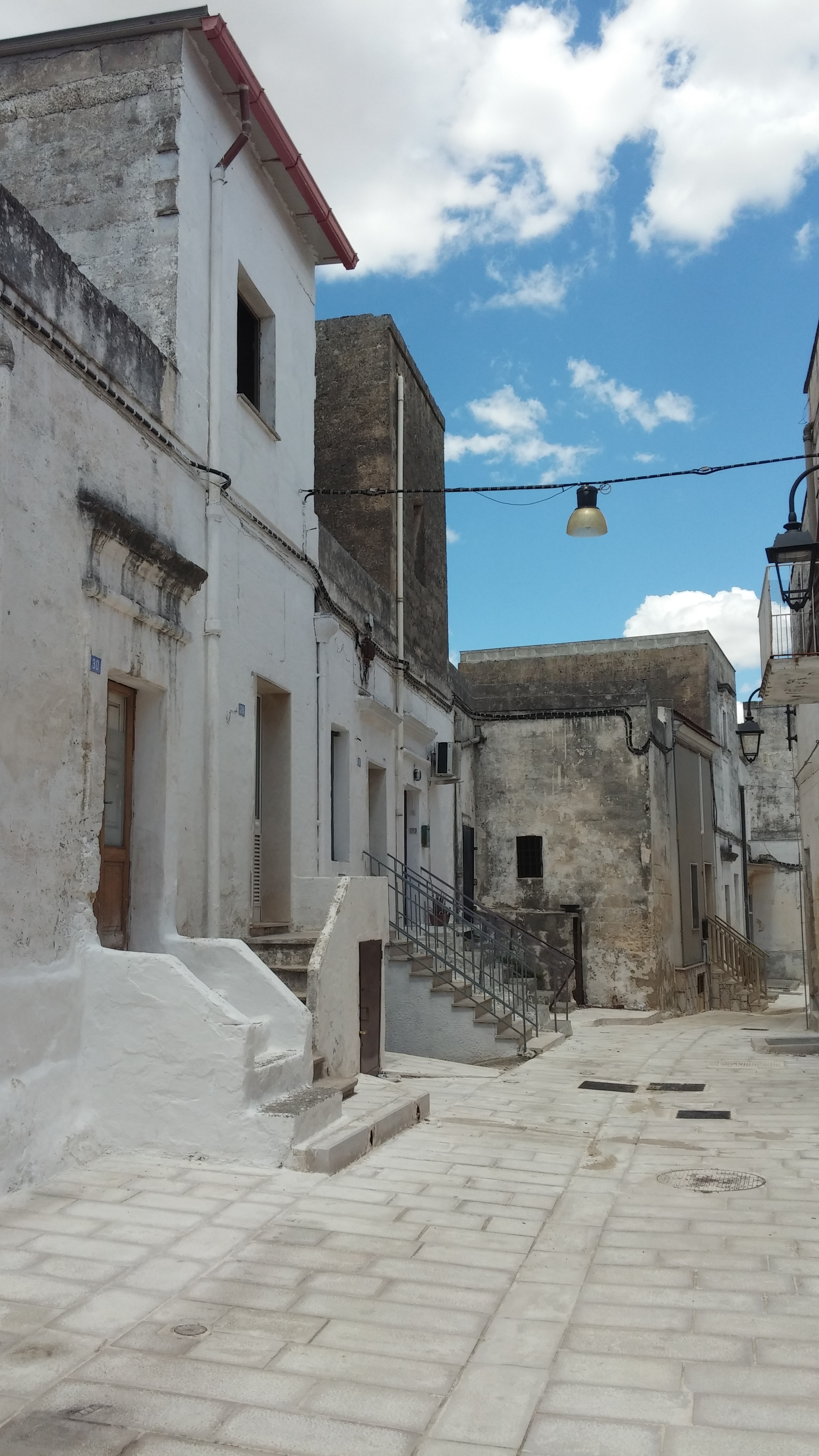
Parte di centro storico

Lo sviluppo del borgo, invece, si fa risalire al X secolo, quando profughi cristiani di Taranto, che veniva saccheggiata dai Saraceni, si stabilirono nei pressi dell'attuale Chiesa Madre (Maria Santissima del Popolo).
Un antico documento del 1269 dà notizia circa l'assegnazione di un feudo nella terra d'Otranto, da parte del re Carlo I d'Angiò, al barone francese Simone de Belvedere.
Nuove migrazioni, nel XV secolo al seguito del condottiero albanese Giorgio Castriota Scanderbeg, popolarono San Giorgio e altri comuni del tarantino orientale (oggi individuati come “Albania tarantina”).
Un'altra ipotesi, contestata, sull'origine di San Giorgio, si basa sulla lettura di un documento del 1072 conservato nel Monastero benedettino della Trinità di Cava, dove si legge che il conte di Taranto, Petrone, dona all'abate Orso, del monastero benedettino di Taranto, un'Ecclesia Sancti Georgi intus in Gualdam con tutte le sue pertinenze.
Da qui, per alcuni storici, la conclusione che, già nell'XI secolo, intorno all'attuale Chiesa Madre di San Giorgio vi fosse un nucleo abitato.
Altri storici, però, datano la fondazione dell'attuale nucleo di San Giorgio tra il XV e il XVI secolo.
Infatti, il nome di casale compare per la prima volta nei documenti nel 1522.
La popolazione di San Giorgio inizia a crescere rapidamente grazie a molti immigrati albanesi e a quegli abitanti che abbandonavano i casali di Belvedere e Pasone.
Le vicende storiche di San Giorgio nel XVII secolo, sono legate soprattutto alle controversie interne della famiglia Muscettola, che crearono un effetto di rallentamento nella crescita del paese, che riprenderà, poi, nella seconda metà del XVIII secolo, quando Ferdinando IV limiterà i privilegi feudali e procederà a scorporare i latifondi.
San Giorgio verrà suddiviso così in 350 quote, e da questo ha inizio la cultura contadina (della coltivazione e degli scambi dei prodotti agricoli) che sarà alla base dello sviluppo economico del centro.
Ma gli strascichi feudali vengono di fatto abbandonati solo nel XIX secolo; questo sarà per San Giorgio il preludio per una forte crescita civile ed economica, che è continuata fino ai nostri giorni.

### Dall'Unità d'Italia a oggi
Nel censimento del 1861, dove il Comune risulta trascritto con il nome di San Giorgio sotto Taranto, si contava una popolazione di 2 024 abitanti, di questi 967 maschi e 1057 femmine. La sua guardia nazionale era costituita da una compagnia di 143 militari. 
Il 'villaggio', come riportavano i dizionari corografici italiani dell'epoca, era inserito nel circondario di Taranto e faceva parte della provincia della Terra d'Otranto, unitamente ai Comuni di Carosino, Faggiano, Leporano, Lizzano, Monteparano (comuni facenti parte dell'omonimo circondario). Nel 1865 era presente una pretura di mandamento e il territorio apparteneva alla diocesi di Taranto.
Nel 1923, San Giorgio Jonico, insieme agli altri 26 comuni del circondario di Taranto, sarà parte integrante della nuova Provincia dello Ionio, istituita con Regio Decreto, fino al 1951.
A San Giorgio Ionico, durante la seconda guerra mondiale, era presente un Ospedale militare secondario di guerra, dipendente dalla Direzione Ospedale militare principale di Taranto, ricavato dall'Edificio scolastico Maria Pia di Savoia, in via IV Novembre. Durante la guerra l'attività didattica nella scuola fu sospesa e gli alunni vennero dislocati presso abitazioni civili requisite dalle autorità, dove continuarono a ricevere l'istruzione scolastica. In questo ospedale venivano curati i militi feriti provenienti dalle zone di guerra. 
Nel settembre del 1943, in agro di San Giorgio Ionico, (molto probabilmente in contrada Baronia) il maresciallo Badoglio parlò agli Ufficiali del neo costituito Esercito del Regno del Sud, nato dall'armistizio, dove cercò di convincerli che il fascismo era definitivamente caduto.
La notte di Natale del 1968, papa Paolo VI, mentre transitava sul territorio sangiorgese, incontrò brevemente la popolazione. Era proveniente dall'aeroporto di Grottaglie e si recava a Taranto, per celebrare la Santa Messa della Natività tra gli operai del nuovo centro siderurgico di Taranto. A ricordo dell'avvenimento fu posta una lapide con su scritto: 
(24/25*12*1968)

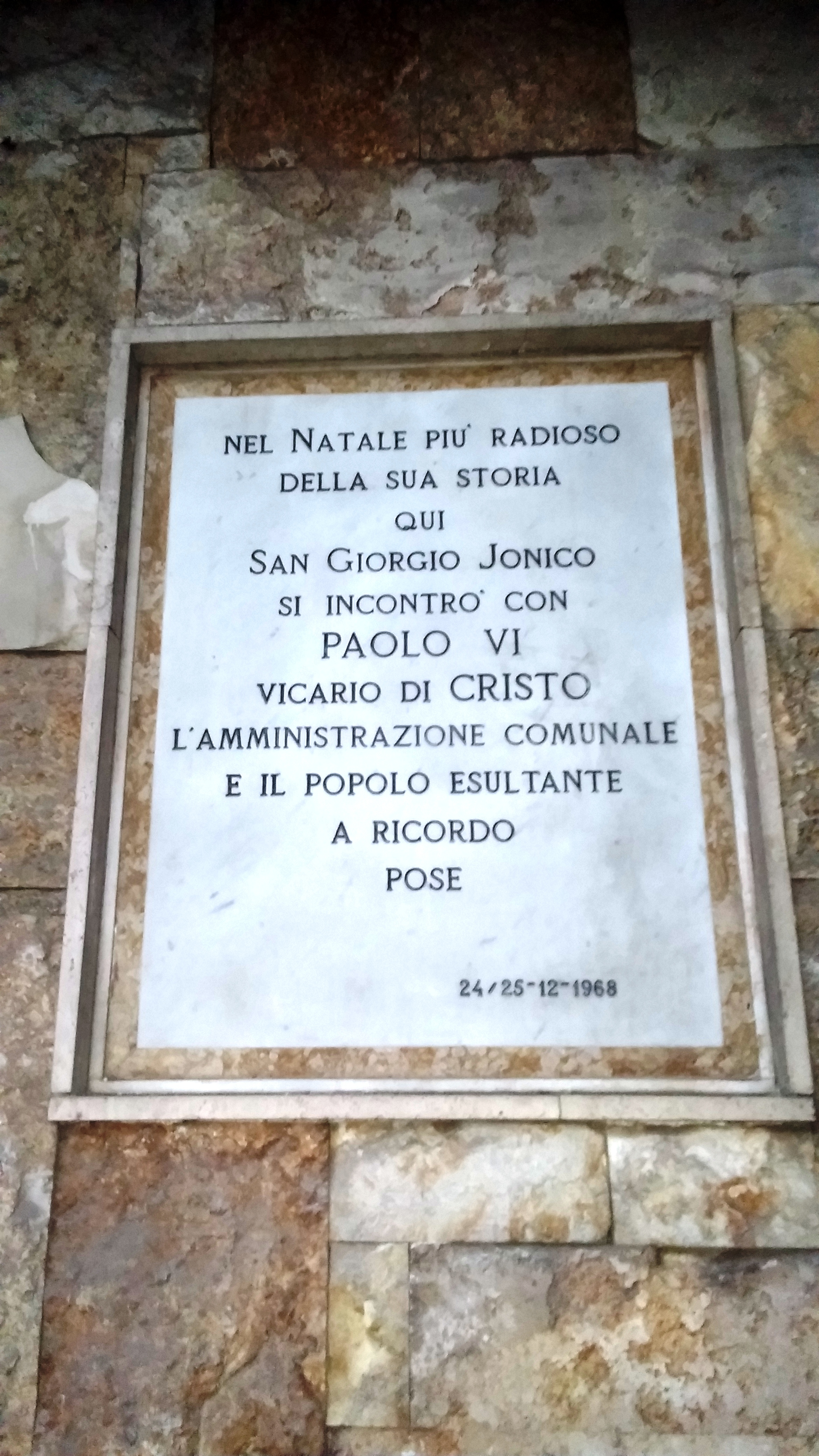
Lapide commemorativa dell'incontro con Papa Paolo VI

Dagli anni settanta il comune, che ha sempre risentito della forte vicinanza e influenza del capoluogo, ha avuto un notevole sviluppo nell'edilizia e nell'industria (ampliamento della zona industriale), con un conseguente e ulteriore aumento della popolazione.

Stemma del comune di San Giorgio Ionico

### Simboli
Lo Statuto comunale della Città di San Giorgio Ionico afferma che:
Il gonfalone è un drappo di giallo.

## Monumenti e luoghi d'interesse

### Architetture religiose

#### La Chiesa di Santa Maria del Popolo

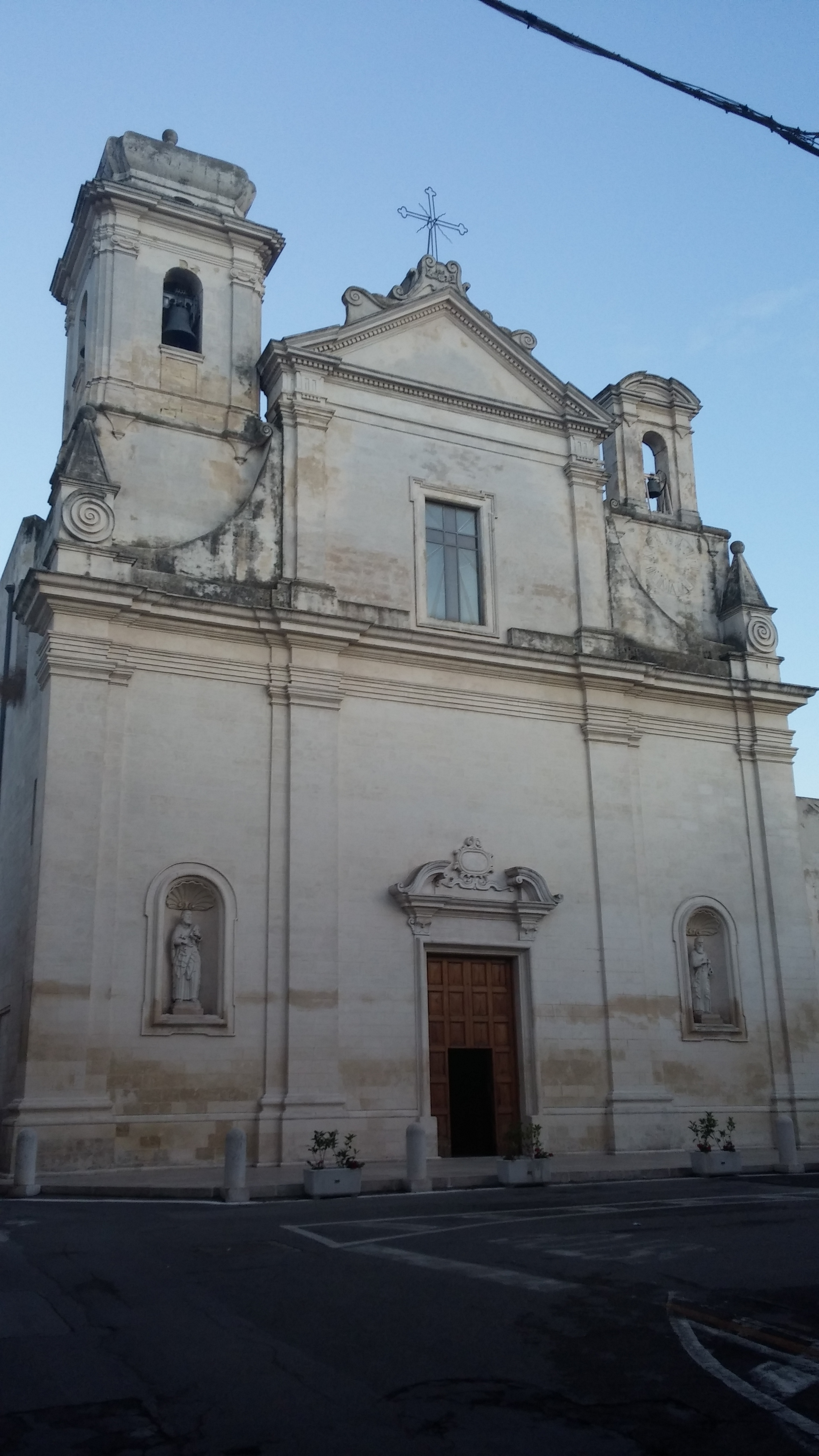
Chiesa matrice, dedicata a Santa Maria del Popolo

La chiesa madre di Santa Maria del Popolo del XVI secolo, sede della parrocchia omonima, fu eretta su antico luogo di preghiera, forse una chiesa del X-XI secolo, in stile barocco, presenta un'unica navata con facciata neoclassica. Il frontone e il timpano sono stretti tra due campanili, uno a vela e uno a torre. L'altare centrale è ricco di marmi policromi e, come risulta da un contratto datato 1º maggio 1776, fu costruito dai fratelli Ferrara maestri marmorari di Napoli. Anche i due altari laterali sono in marmi policromi. Degni di nota sono i dipinti sugli altari, tele di pregevole fattura risalenti al settecento, dedicate alla Madonna del Popolo, alla Vergine del Rosario, alla Vergine del Purgatorio. Il coro, opposto all'altare, ha un antico organo a canne. È di pregevole fattura anche la scultura lignea del santo protettore San Giorgio. All'esterno, ai lati dell'ingresso principale, sono visibili due edicole dedicate ai Principi degli Apostoli (santi Pietro e Paolo). La collocazione sulla facciata principale delle statue caratterizzava anticamente l'appartenenza della chiesa e della sua comunità ecclesiale al rito cattolico in lingua latina. Rito che fu consigliato e poi introdotto dall'Arcivescovo Lelio Brancaccio, passato alla storia (1577-1578) perché cercò, non riuscendoci, di sostituire il rito greco, di alcuni casali albanesi presenti nella sua diocesi, con quello latino. 
La cappella adiacente alla chiesa madre ed all'annesso e pregevole oratorio del Santissimo Rosario (secolo XV) è il monumento più antico del comune, che è venuto alla luce durante alcuni lavori di restauro.

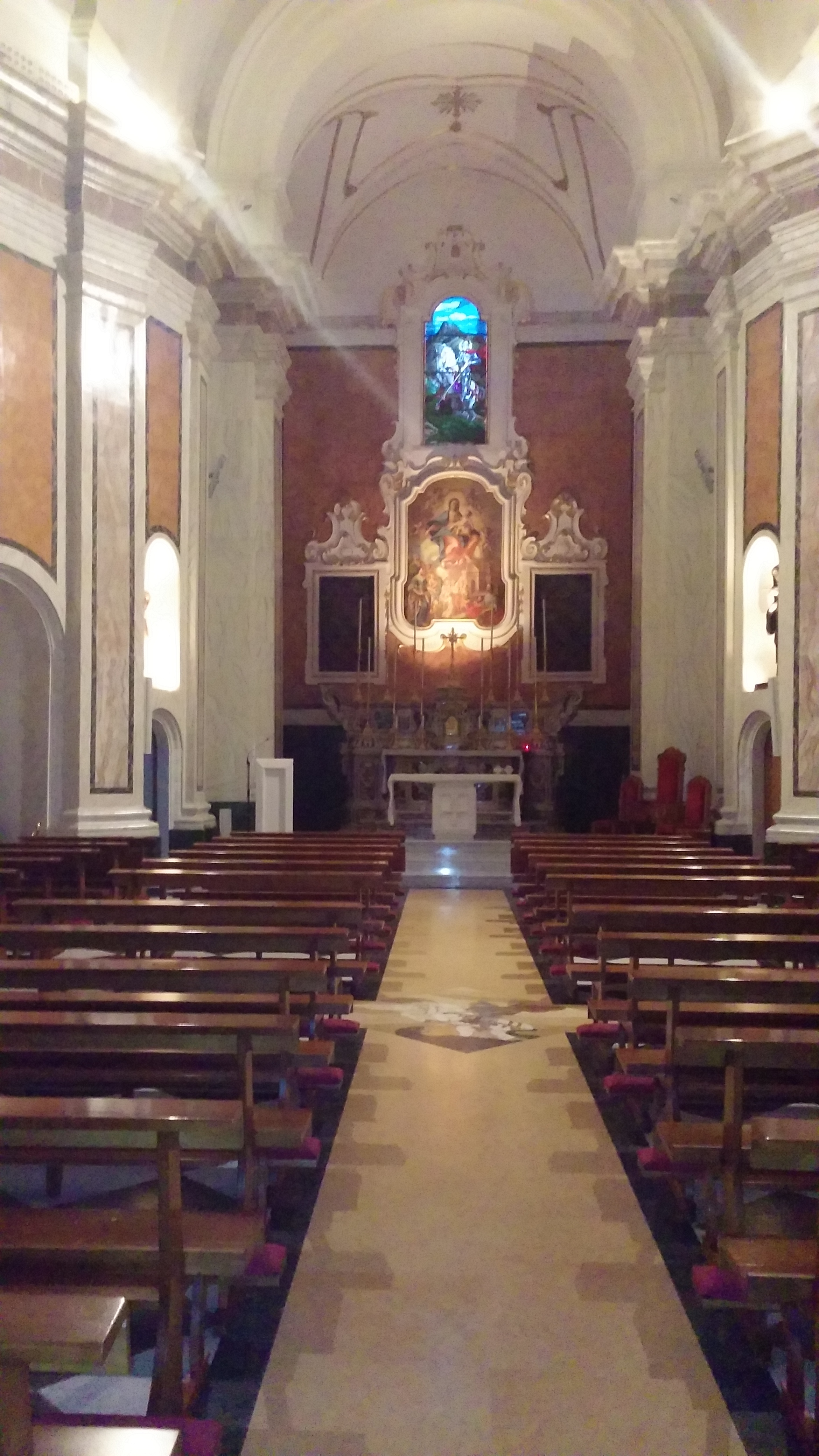
Santa Maria del Popolo - interno

#### Chiesa di Maria Santissima Immacolata (eretta fra il XIX e il XX secolo)
La chiesa di Maria Santissima Immacolata, sede della parrocchia omonima, fu edificata in due periodi per mancanza di fondi: tra il 1891 ed il 1930, e tra il 1932 e il 1934. Fu grazie a Rosa Robaud, nipote del beato Bartolo Longo, che si riuscirono a reperire i fondi necessari alla finalizzazione dell'opera. Lo stile è quello neoclassico, con l'interno a tre navate e abside semicircolare. Il campanile, alto circa 20 metri, fu ultimato nel 1935, come ricorda un'incisione sotto l'alloggiamento delle campane che è ben visibile da terra.
Fu eretta a parrocchia nel 1934, dopo la pubblicazione sulla Gazzetta Ufficiale del Regno d'Italia, del Regio Decreto 15 marzo 1934, n. 724, che riconosceva, agli effetti civili, il decreto dell'arcivescovo di Taranto, Orazio Mazzella, del 20 aprile 1933. L'erezione a parrocchia fu possibile, come ricorda una lapide all'ingresso della chiesa (lato destro), grazie al contributo dei coniugi Giuseppe Sergio e Maria Moscatelli che donarono alla curia la cifra di centomila lire. Il primo parroco fu il nipote dei coniugi Sergio, l'arciprete Mons. Cosimo Moscatelli, che ricevette la nomina a luglio del 1934 e fece il suo ingresso solenne in parrocchia il 16 agosto del 1934. 

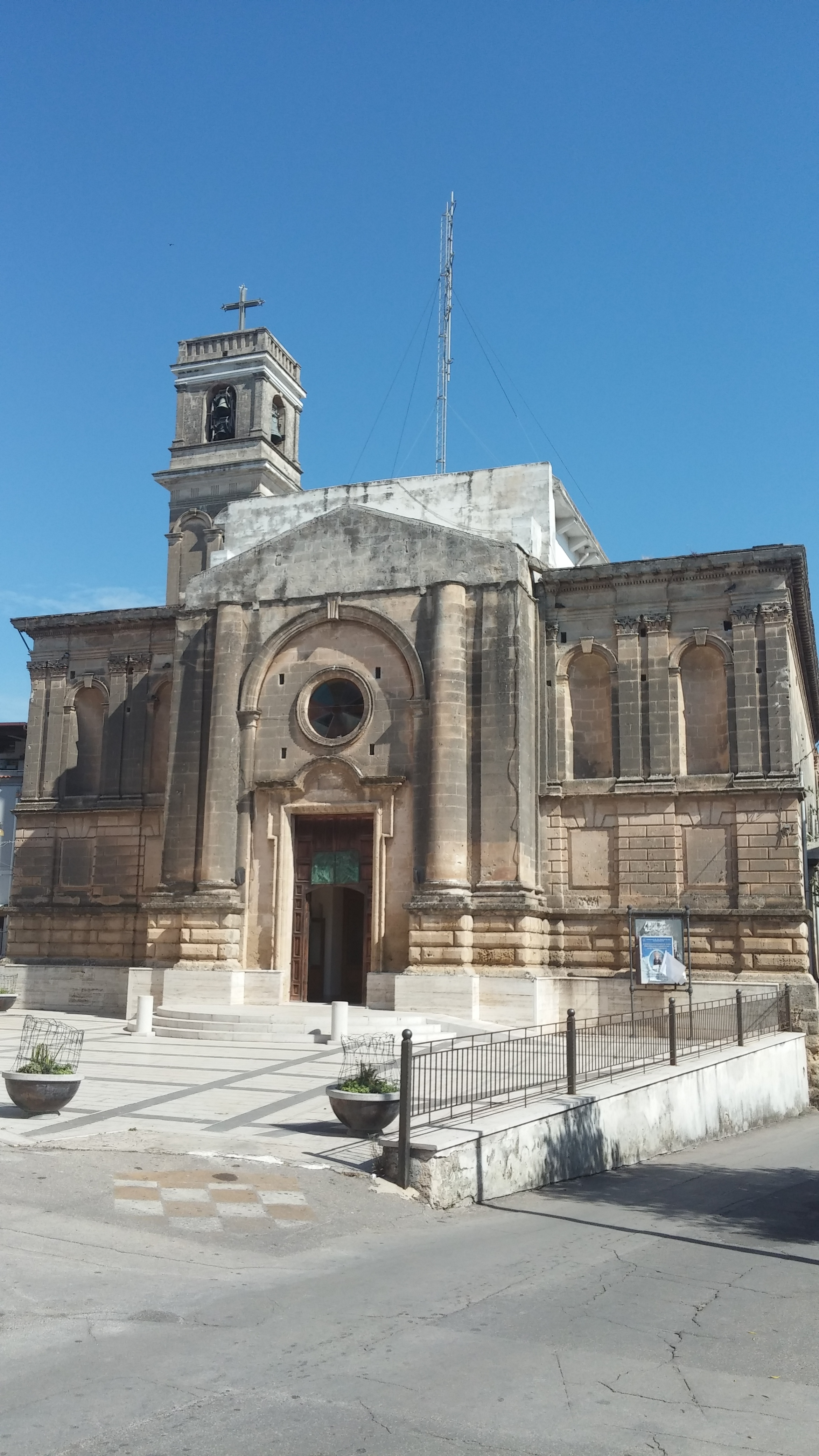
La chiesa di Maria Santissima Immacolata, sagrato

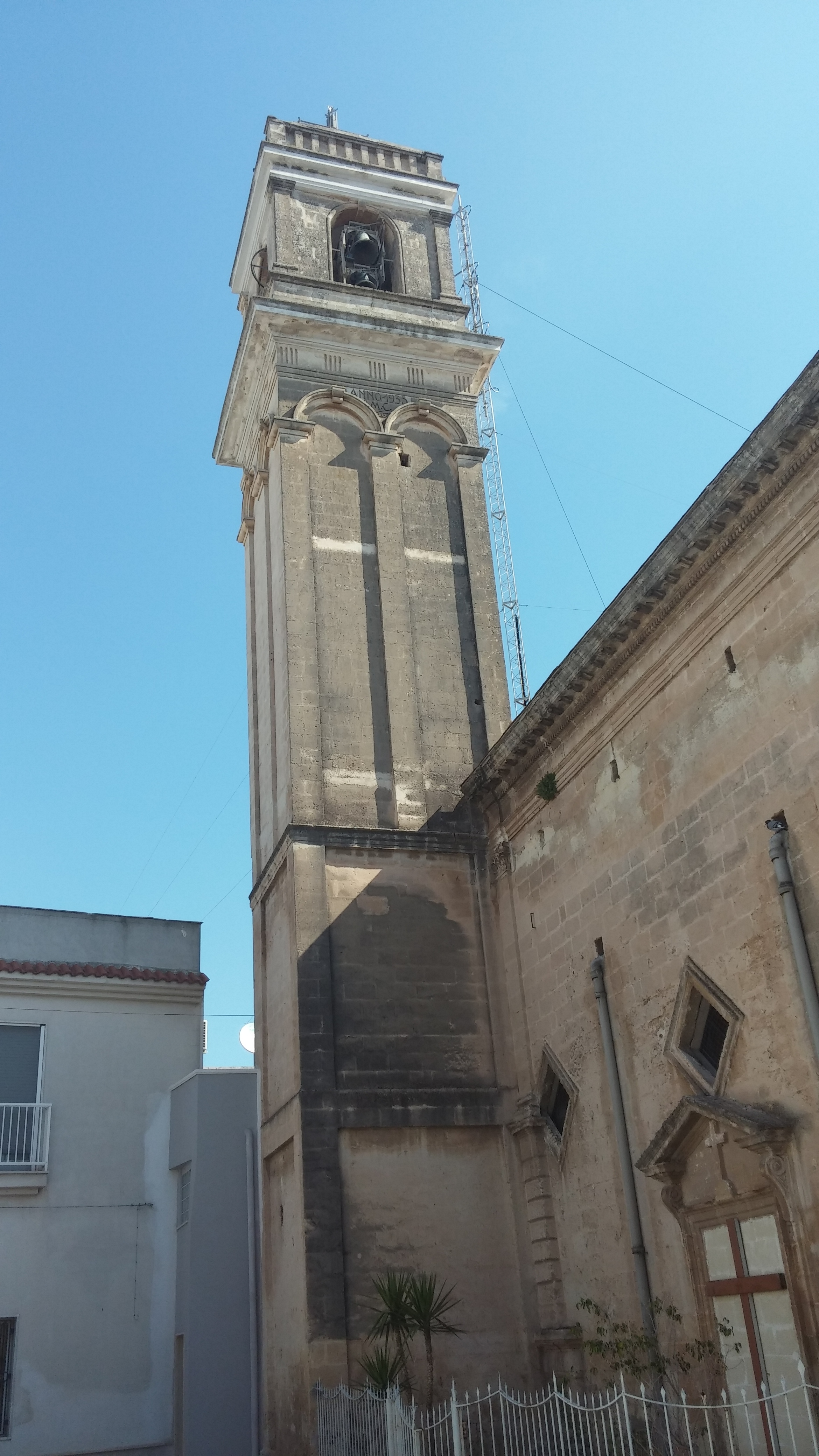
Il campanile della chiesa Maria Santissima Immacolata

#### Chiesa dei Santi Patroni d'Italia
La chiesa è sede della parrocchia omonima che fu istituita nel 1986 con decreto dell'arcivescovo di Taranto Guglielmo Motolese e dedicata ai santi Francesco d'Assisi e Caterina da Siena, patroni d'Italia.
Il progetto architettonico della chiesa è stato realizzato dall'architetto Angelo Trani, coadiuvato dagli ingegneri Franco Festa e Domenico Mancini 
La chiesa è stata consegnata al culto dei sangiorgesi il 31 ottobre 2011, con la solenne consacrazione a cui ha officiato l'arcivescovo di Taranto Benigno Luigi Papa e il parroco Cosimo Campanella. Per 25 anni la chiesa e le annesse strutture parrocchiali erano state adattate all'interno di un ampio garage.

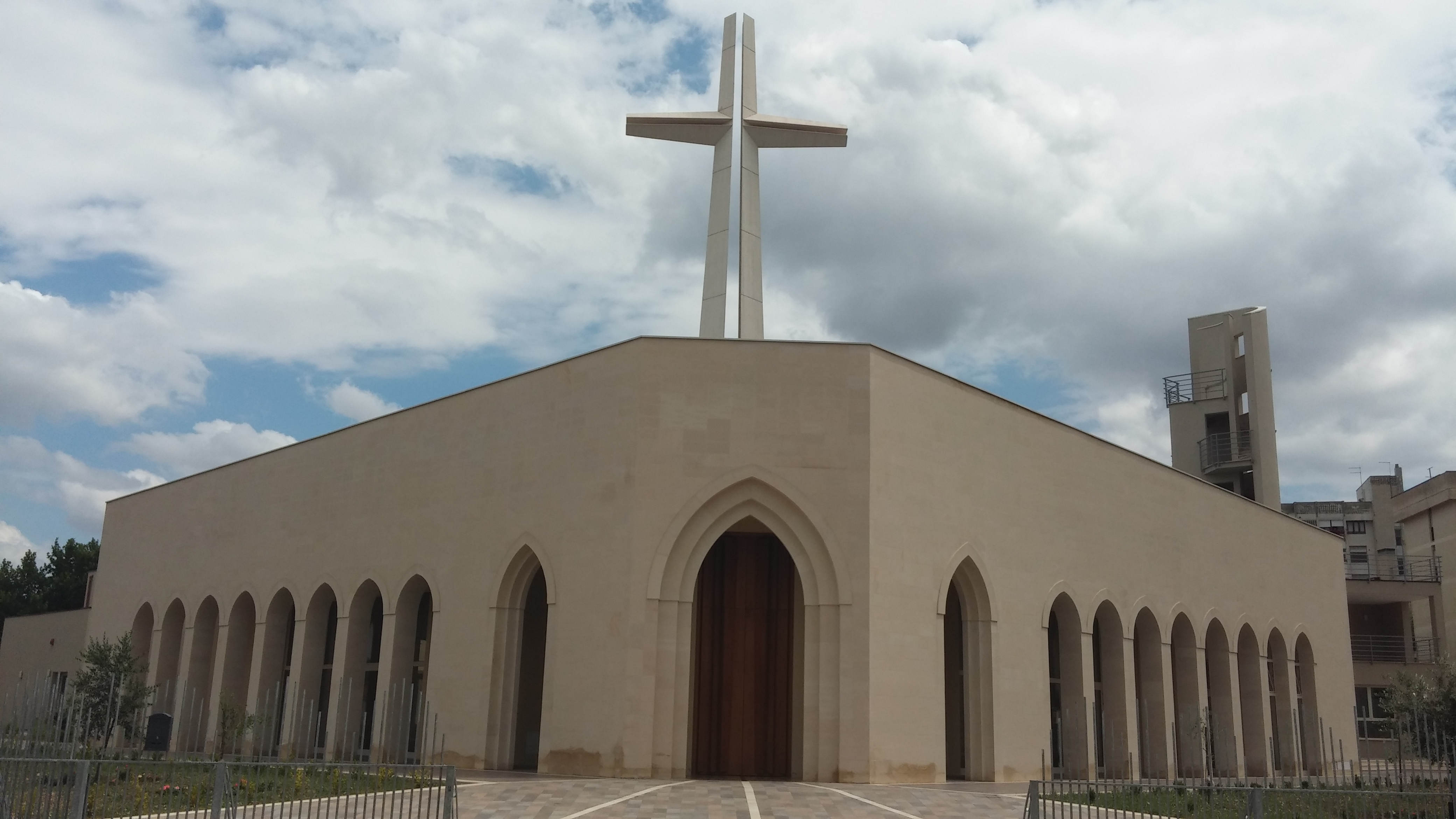
Chiesa dei Santi Patroni d'Italia

#### Cappella della Madonna della Croce

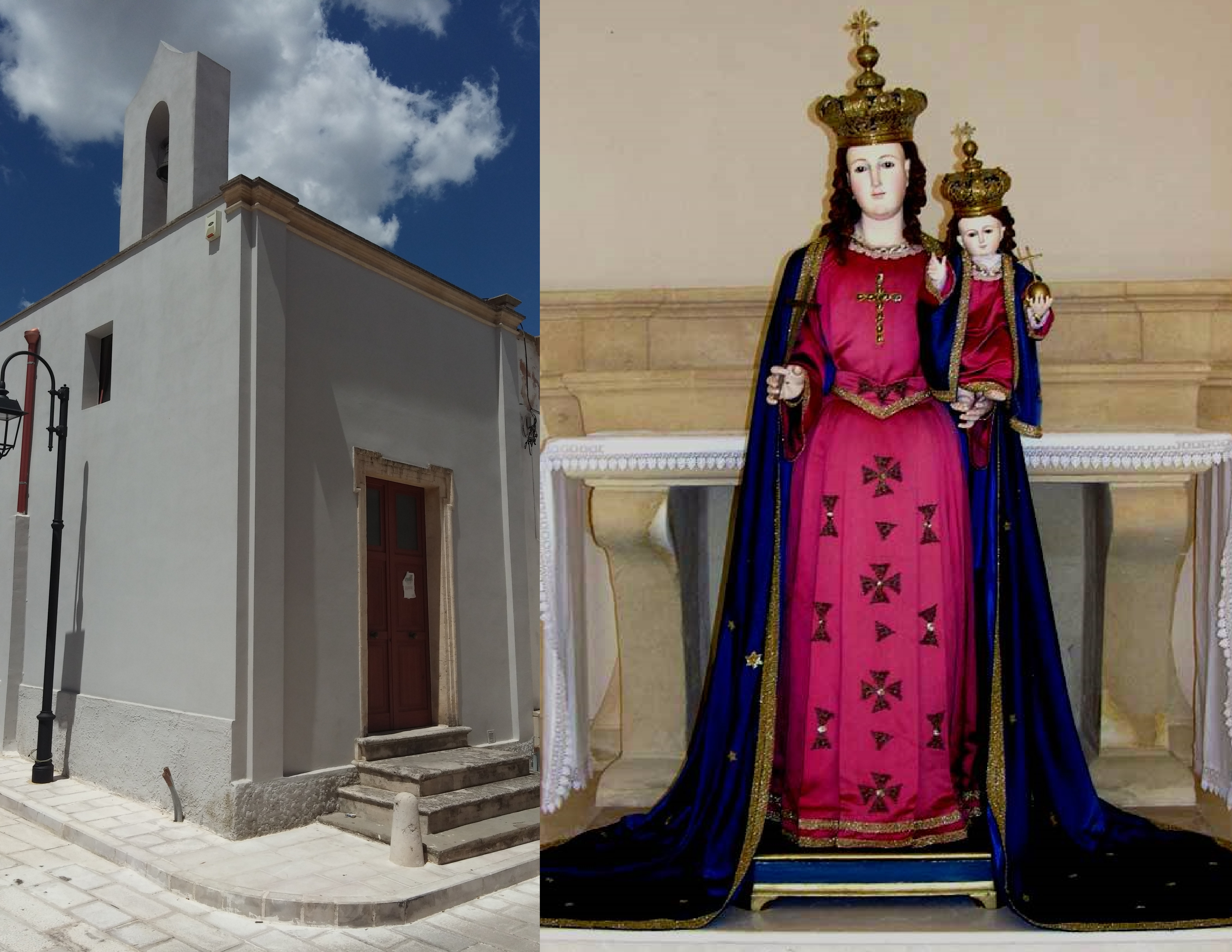
Cappella della Madonna della Croce

È il luogo di culto cristiano più antico della città. La cappella, a camera unica di circa 15 m², è intitolata alla Madonna della Croce. Anticamente al posto di questa struttura forse sorgeva l'antica chiesa di Santa Maria della Presentazione, di rito greco, una chiesa di cui si ha traccia in alcuni documenti della diocesi e che, secondo le testimonianze di papas Todaro Xafilo (1569), presbitero di origini albanesi, osservava sia il rito latino che quello greco. Chiesa che era in San Giorgio (Casale Belvedere) e che potrebbe essere stata demolita intorno al 1683, quando sembrò estinguersi il rito greco. All'interno è presente un altare a parete, una statua raffigurante la Madonna con in braccio il bambino Gesù, che reca tra le mani un globo crucigero, e due sepolture ubicate sotto il pavimento, rispettivamente dell'arciprete Pasquale Zingaropoli e di una nobil donna, Francesca Palmisano. La cappella, non più adibita al culto per un lungo periodo, è stata restaurata e restituita al culto e alla devozione popolare, per interesse di Mons. Pierino Galeone, parroco della Chiesa madre.

### Palazzi e case di interesse storico

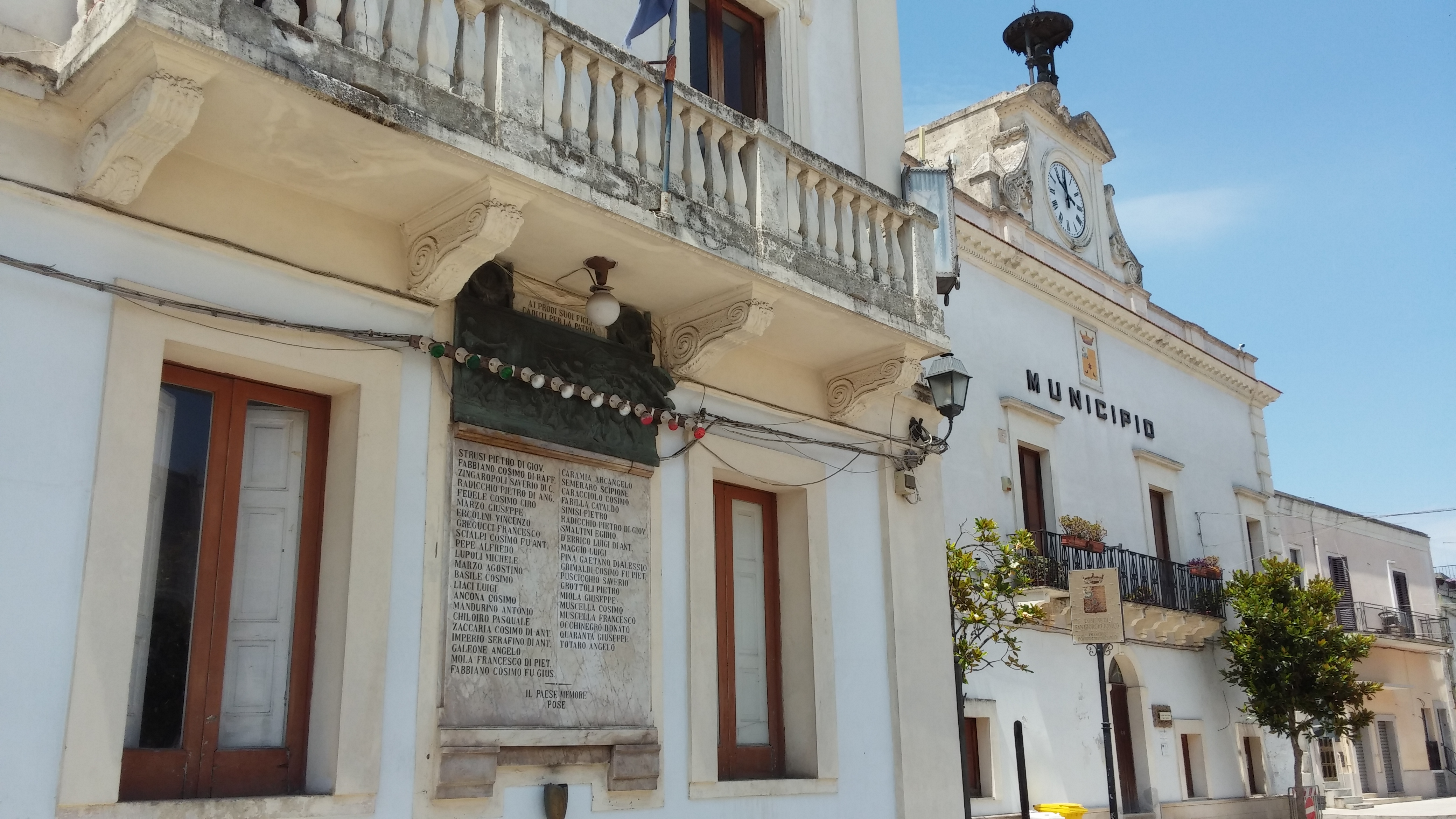
Palazzo Imperio

La centrale piazza San Giorgio (già piazza Margherita) ha un interessante mosaico pavimentale. Nel centro storico si trovano anche alcuni palazzi nobiliari (il settecentesco palazzo Imperio, palazzo Albertini-De Siati, palazzo Albertini-Caramia), la villa Parabita e il castello dei conti D'Ayala Valva (XX secolo) con la vicina cappella del Calvario, nonché varie ed antiche edicole votive.
Appena fuori dal centro abitato, in direzione Pulsano, si trova il complesso delle cave tufacee "Le Tagghjate", di rilevante valore antropologico per la comunità locale.

### Siti archeologici

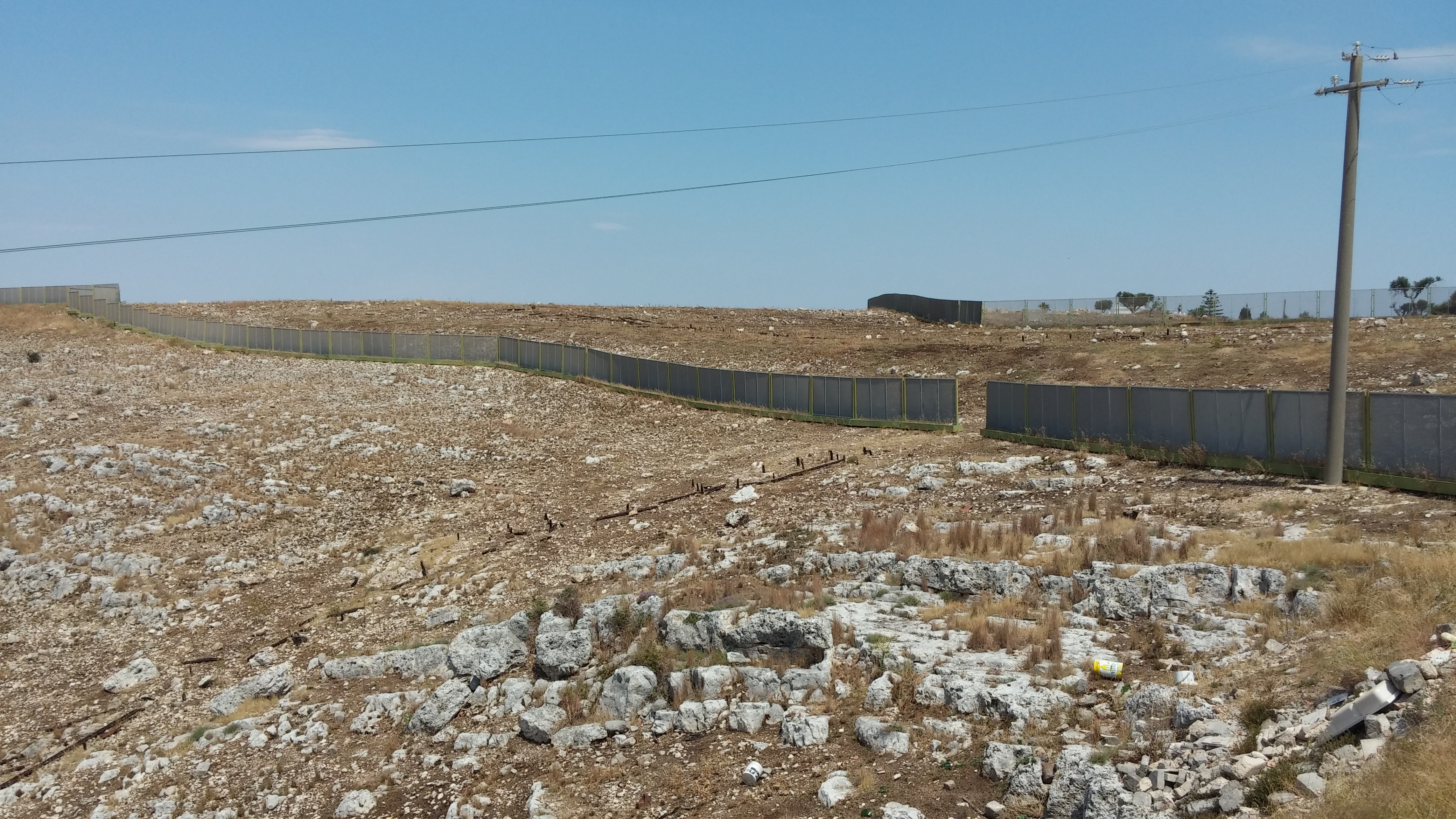
Parco archeologico Belvedere

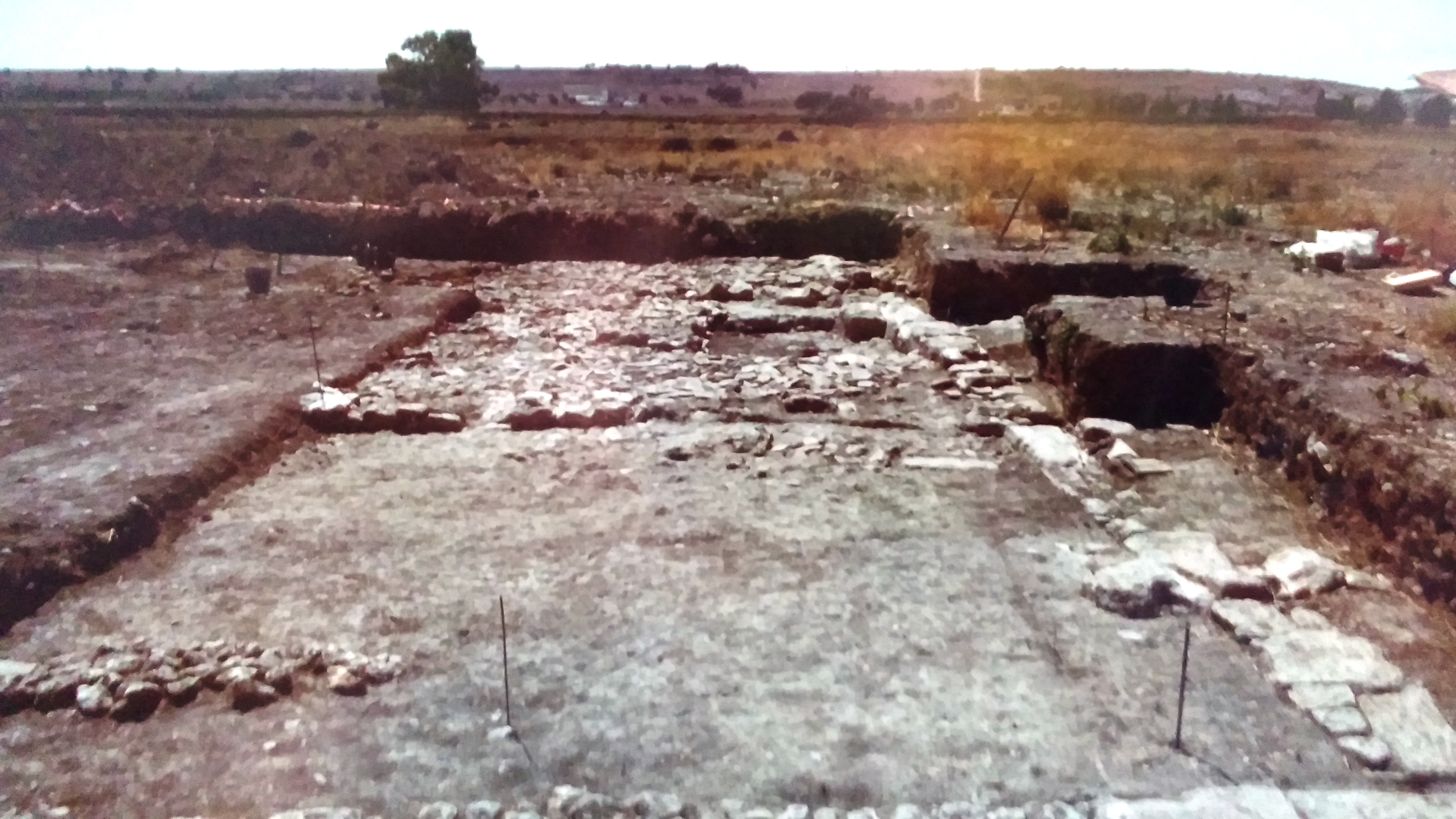
Sito della Necropoli del Feudo

Elenco dei siti archeologici individuati nel territorio di San Giorgio Ionico:
Località Feudo, la necropoli del Feudo
Scavo di una necropoli greca di età ellenistica e di parte di una villa romana di età imperiale, anno 1994.
Località Monte Belvedere
Rinvenimento di una tomba con corredo arcaico, anno 1907; rinvenimento di due tombe contenenti ceramica attica e figure nere, anno 1920;
rinvenimento di otto tombe; ceramica arcaica ed ellenistica fu recuperata fuori contesto, anno 1958; scavo sistematico di un settore di necropoli di circa 220 tombe arcaiche ed ellenistiche, anno 1990-1991.
Località Masseria Baronia
Rinvenimento in area di frammenti ceramici a vernice nera, anno 1981; presenza di tombe manomesse da clandestini, anno 1985.
Località Fornovecchio
Area con tegole, ceramiche a vernice nera, tombe a fossa rettangolare e resti di fondazione di edifici, anno 1981.
Località Pozzello
Rinvenimento di una tomba infantile con corredo funerario di età ellenistica, anno 1998.
Località Montefusc
Fondazioni in opera quadrata riferibili ad epoca ellenistica sovrapposte a materiali ceramici di V secolo a.C., anno 1964; presenza di tombe, anni 1926, 1930, 1934.
Località Casa Parabita
Tracce di frequentazione greca di età ellenistica, anno 1997.
Località Le Corti Palazzi
Area di necropoli saccheggiata da clandestini, anno 1994; scavo archeologico su parte di un impianto rurale greco di IV secolo a.C., anno 1994.
Località Chiantatella
Rinvenimento di una tomba a fossa terragna coperta da un lastrone con una deposizione, anno 1928.
Località San Marco
Area con resti di abitato e tegole, anno 1981;
Località Amosso
'Da acquisto, sigillo cilindrico in calcedonio collegato a catena in oro, fine V o inizi IV secolo a.C., anno 1912; Masseria Amosso, fondazioni di un edificio a pianta rettangolare di grosse dimensioni, in blocchi squadrati, forse di età classica, anno 1981.
Tutti i reperti sono stati trasportati, catalogati e conservati al Museo archeologico nazionale di Taranto.

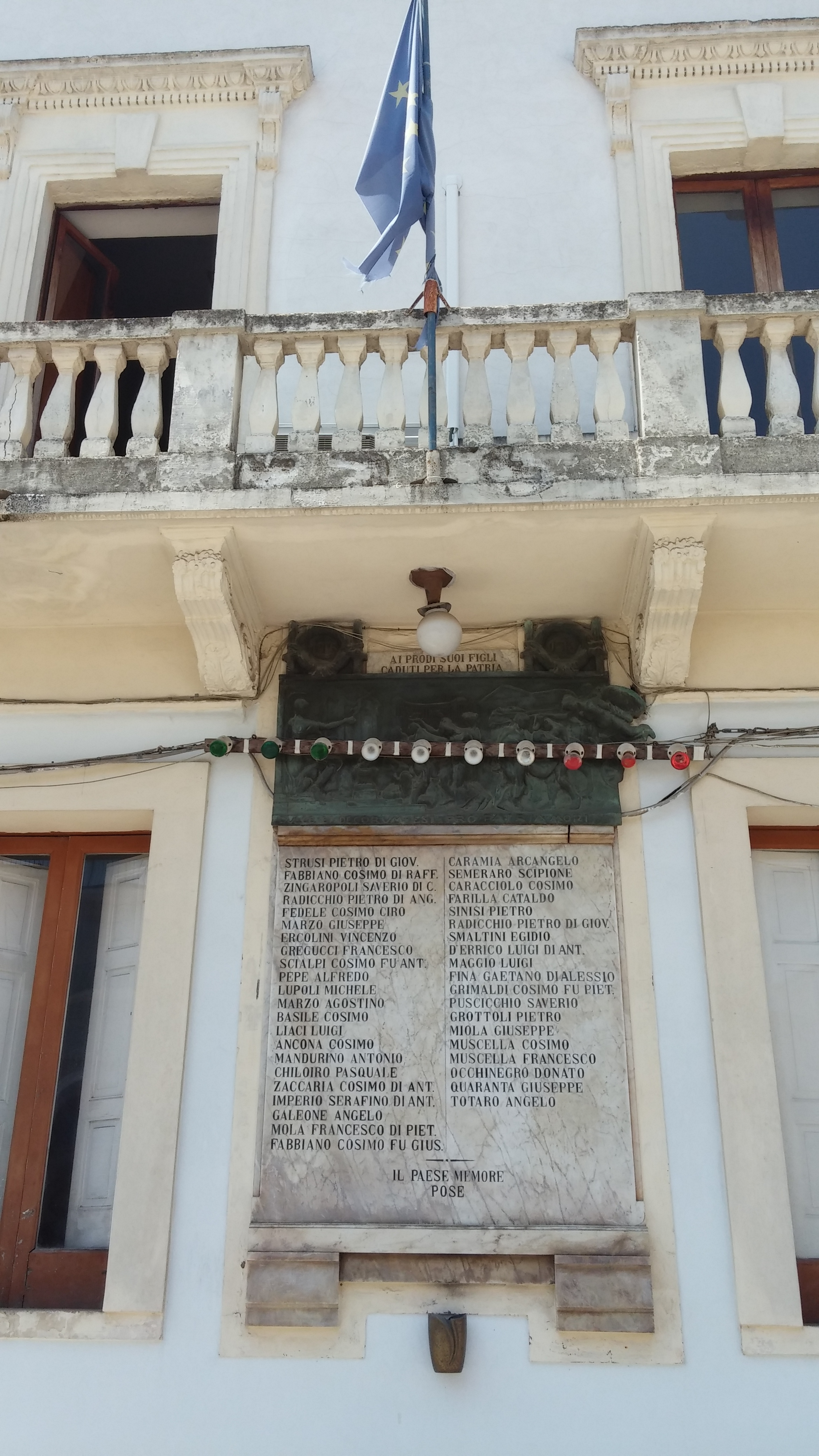
Piazza San Giorgio, monumento ai caduti per la Patria

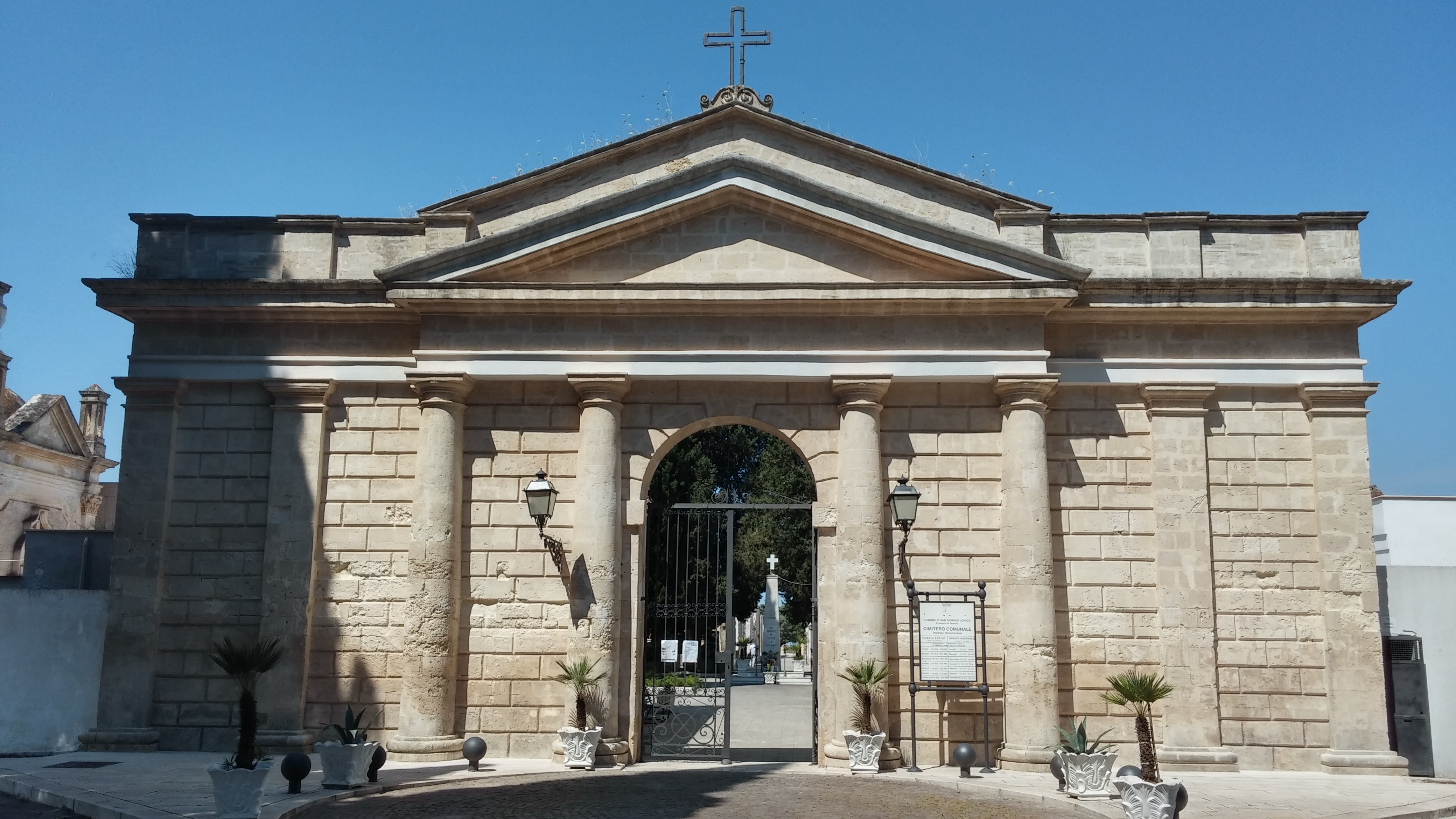
Ingresso cimitero monumentale

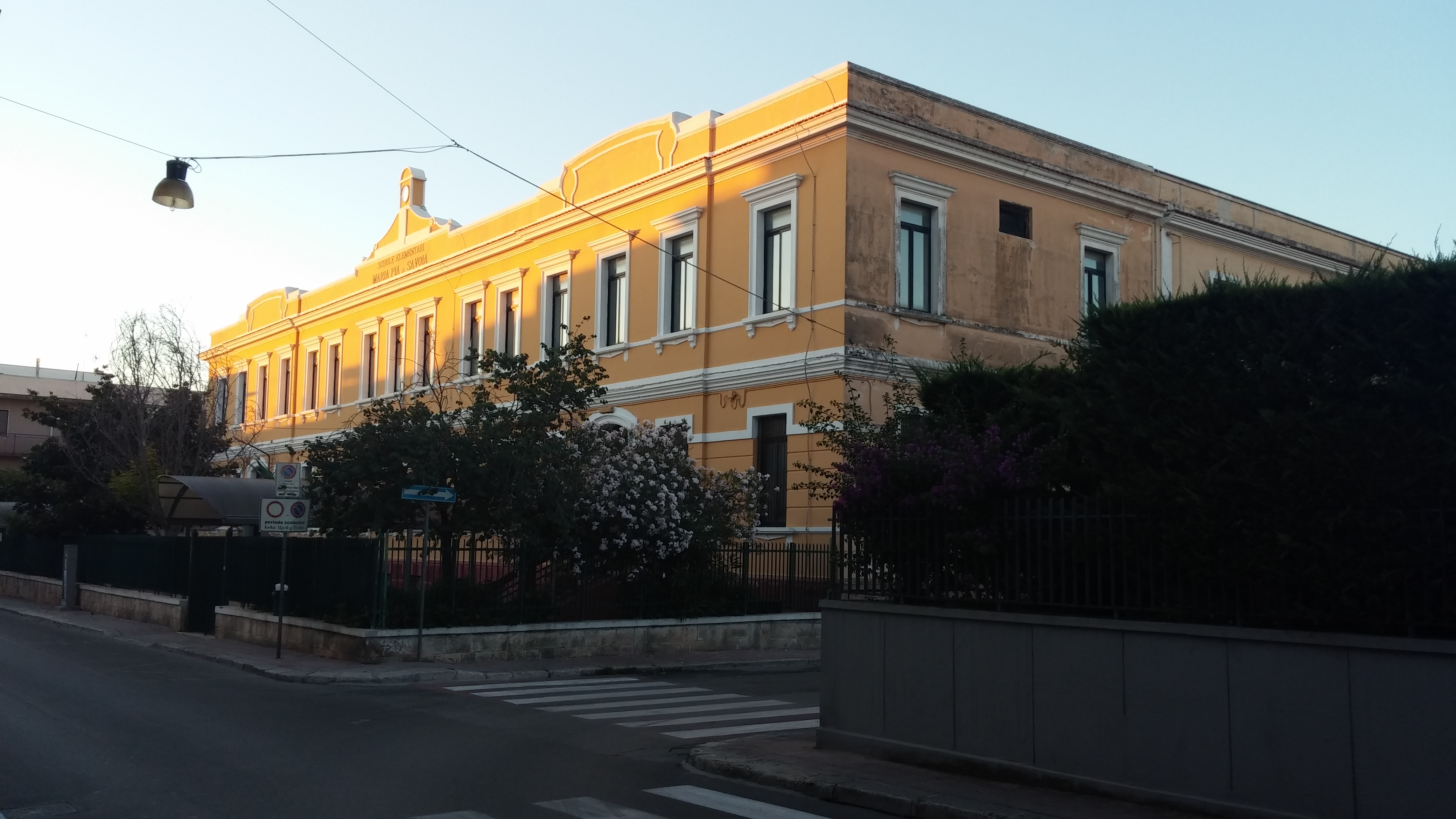
Scuole Elementari Maria Pia di Savoia, ex Ospedale da guerra

## Società

### Evoluzione demografica
Abitanti censiti

### Lingue e dialetti
Il dialetto locale è il sangiorgese, un dialetto salentino di variante brindisina.

## Cultura

### Istruzione
Sono presenti tre scuole dell'infanzia pubbliche e diverse private, tre scuole elementari, una scuola media e un istituto d'istruzione superiore, sede staccata dell'ITIS "Falanto" di Talsano-Taranto.

#### Scuole materne
- Scuola materna (dell'infanzia) "Costantinopoli", in Contrada Serro;
- Scuola materna (dell'infanzia) "Leonardo Da Vinci", in Via del Canaletto;
- Scuola materna (dell'infanzia) "Pier della Francesca", Via Pier Della Francesca

#### Scuole elementari
- Scuola elementare (primaria) "Alcide De Gasperi", in Contrada Serro;
- Scuola elementare (primaria) "I° Circolo Didattico Maria Pia", in Via IV Novembre;
- Scuola elementare (primaria) "Michele Nesca", in Via Don Bosco

#### Scuole medie
- Scuola media (secondaria di I grado), "Giovanni Pascoli", in Via IV Novembre

#### Scuole Superiori
- Istituto Tecnico Industriale "Falanto", Sezione staccata, in Via Vittorino Da Feltre

#### Università
A circa 13 km, nel quartiere Paolo VI di Taranto, è presente la II Facoltà di Ingegneria (ora Centro Interdipartimentale "Magna Grecia") del Politecnico di Bari. Gli studenti, provenienti da tutta la provincia tarantina, conseguono le seguenti lauree triennali:
- ingegneria civile e ambientale 
- ingegneria dei sistemi aerospaziali 
e le seguenti lauree magistrali: 
- Ingegneria per l'ambiente e il territorio 
- Ingegneria Meccanica.

## Infrastrutture e trasporti

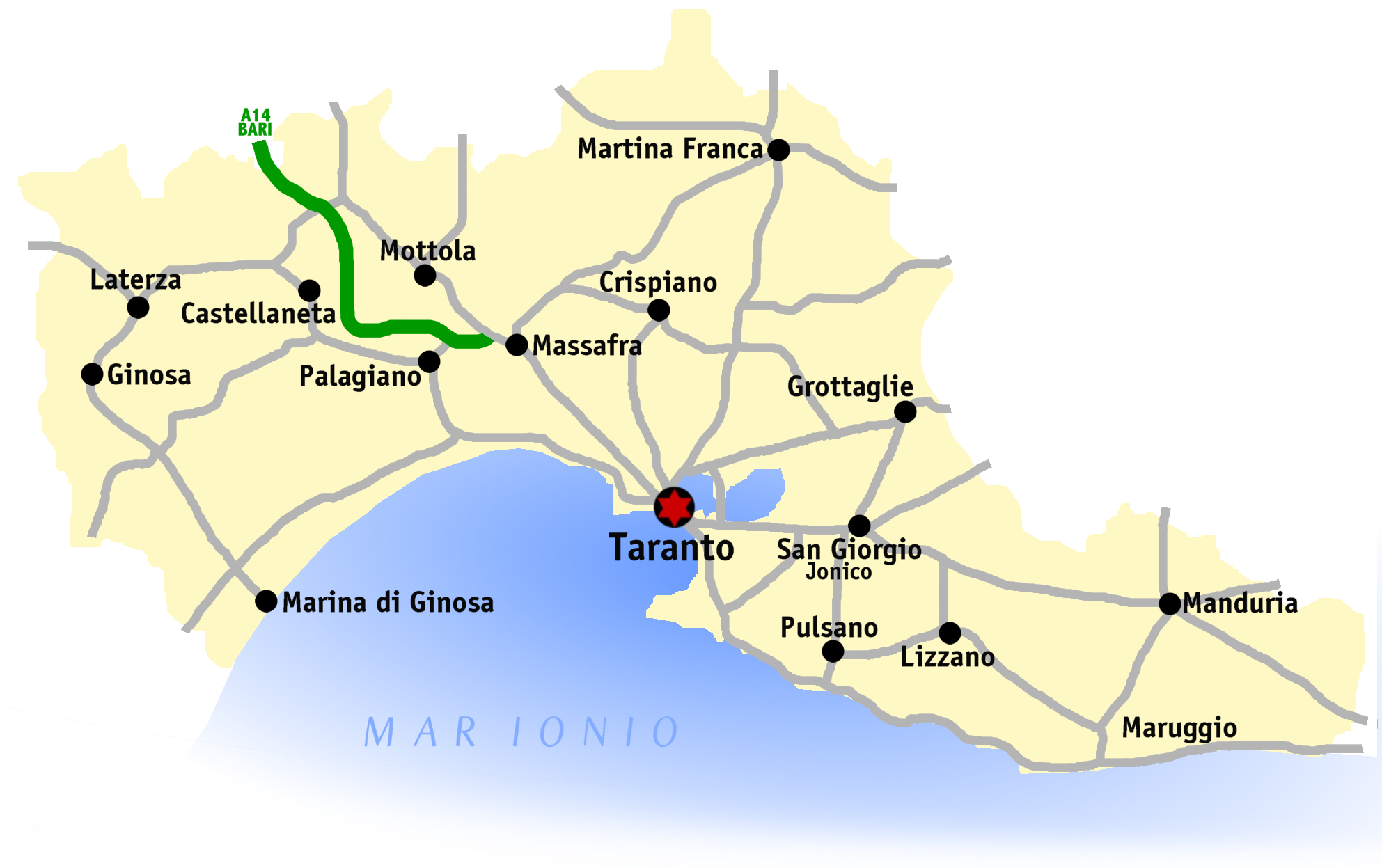
Collegamenti con la Provincia di Taranto

### Strade
I collegamenti stradali principali sono rappresentati da (vedi):
- Autostrada A14 Bologna-Taranto (barriera di Massafra) da e per l'Italia settentrionale
- Strada statale 7 ter Salentina da e per Lecce;
- S.S. 7 Appia da e per Brindisi

### Aeroporti
L'Aeroporto di Taranto-Grottaglie "Marcello Arlotta" dista 3,5 km dal centro cittadino ma effettua servizi di solo cargo.

## Amministrazione

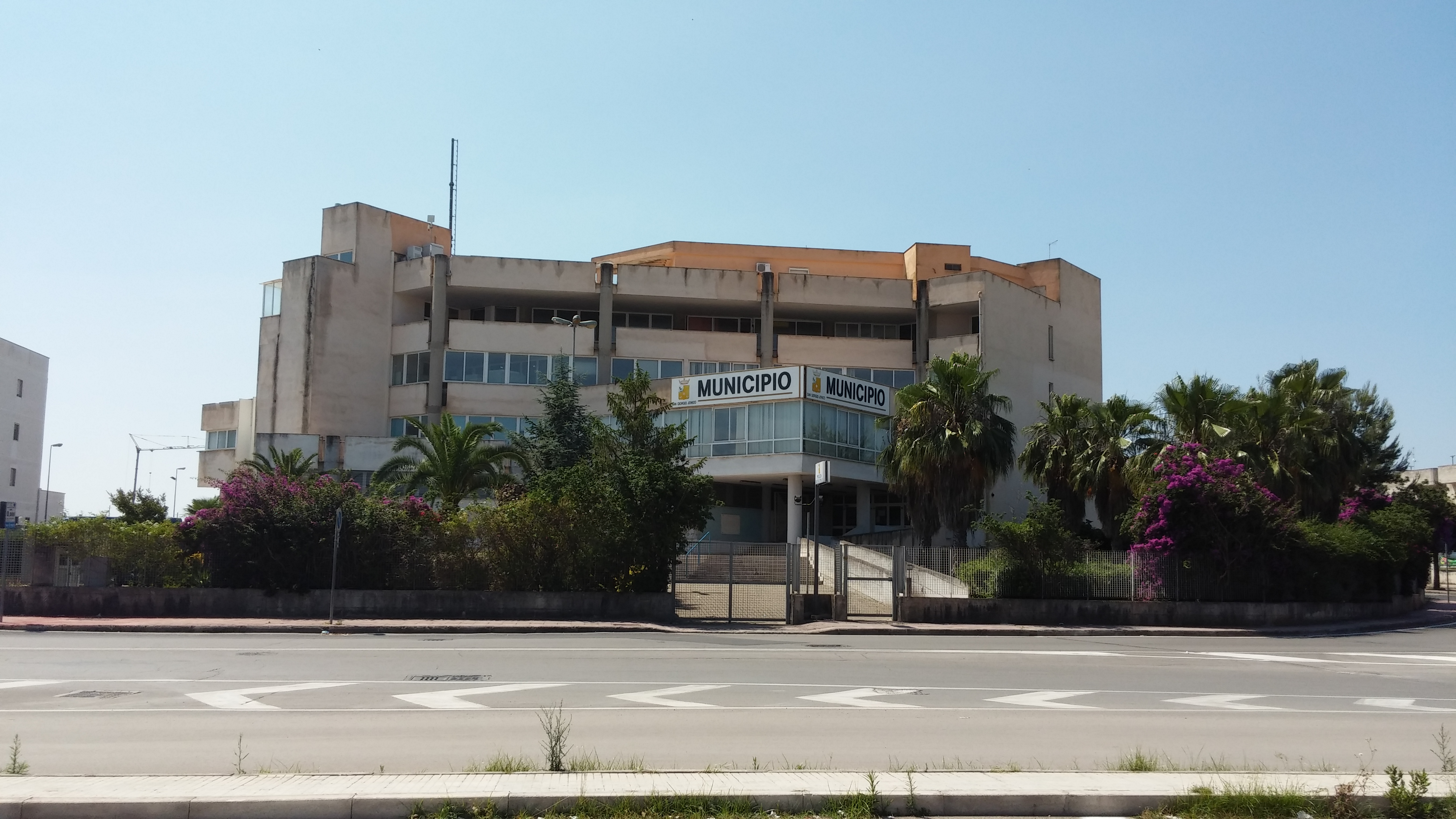
Municipio

Di seguito è presentata una tabella relativa alle amministrazioni che si sono succedute in questo comune.
| Periodo           | Periodo         | Primo cittadino    | Partito                                                                                             | Carica              | Note   |
| ----------------- | --------------- | ------------------ | --------------------------------------------------------------------------------------------------- | ------------------- | ------ |
| 21 settembre 1988 | 3 marzo 1990    | Francesco Festa    | Democrazia Cristiana                                                                                | Sindaco             | [ 49 ] |
| 28 maggio 1990    | 14 aprile 1992  | Pietro De Marco    | Democrazia Cristiana                                                                                | Sindaco             | [ 49 ] |
| 13 giugno 1992    | 4 dicembre 1992 | Cosimo De Marco    | Partito Socialista Italiano                                                                         | Sindaco             | [ 49 ] |
| 4 dicembre 1992   | 21 giugno 1993  | Rinieri Ferone     | | Comm. pref.         | [ 49 ] |
| 21 giugno 1993    | 12 maggio 1997  | Stefano Fabbiano   | Partito Democratico della Sinistra                                                                  | Sindaco             | [ 49 ] |
| 27 maggio 1997    | 28 maggio 2001  | Stefano Fabbiano   | Partito Democratico della Sinistra                                                                  | Sindaco             | [ 49 ] |
| 29 maggio 2001    | 6 febbraio 2006 | Danilo Claudio Leo | centro-destra                                                                                       | Sindaco             | [ 49 ] |
| 6 febbraio 2006   | 30 maggio 2006  | Cosima Di Stani    | | Comm. straordinario | [ 49 ] |
| 13 giugno 2006    | 25 maggio 2011  | Angelo Venneri     | Alleanza Nazionale                                                                                  | Sindaco             | [ 49 ] |
| 25 maggio 2011    | 20 giugno 2016  | Giorgio Grimaldi   | UdC, PD, IdV, SEL                                                                                   | Sindaco             | [ 49 ] |
| 20 giugno 2016    | 3 ottobre 2021  | Cosimo Fabbiano    | UdC, SEL, Lista Civica Patto Democratico, Lista Civica Impegno Civico, Lista Civica Futuro in corso | Sindaco             | [ 49 ] |
| 4 ottobre 2021    | in carica       | Cosimo Fabbiano    | UdC, SEL, Lista Civica Patto Democratico, Lista Civica Impegno Civico, Lista Civica Futuro in corso | Sindaco             | [ 49 ] |

### Altre informazioni amministrative

#### Unione dei comuni di Montedoro
L'Unione dei comuni di Montedoro è composta dall'insieme dei territori dei Comuni di San Giorgio Ionico - Carosino - Faggiano - Monteiasi - Montemesola - Monteparano - Roccaforzata - San Marzano di San Giuseppe - Sava.

### Gemellaggi
- Triandria